# 伊豆諸島北部地震
伊豆諸島北部地震（いずしょとうほくぶじしん）では、日本の伊豆諸島北部（主に新島、神津島、三宅島近海）を震央とする主な地震活動について述べる。
概ねM5.5以上の地震について表す。日時は日本標準時。

## 1811年 三宅島近海
1811年1月27日（文化8年1月3日）、三宅島雄山の噴火後地震が相次ぎ、三宅島において山崩れ、地割れなどが生じた。この地震活動は5日後の2月1日夕方まで続いた。

## 1835年 三宅島近海
1835年11月11日（天保6年9月21日）、三宅島雄山の噴火後地震が相次ぎ、三宅島において山崩れ、地割れなどが生じた他、阿古村では温泉が湧出した。

## 1836年 新島近海
1836年3月31日（天保7年2月21日）、新島近海（北緯34度24分 東経139度12分 / 北緯34.400度 東経139.200度）を震央とする推定M5-6の地震が発生し、新島において神社や寺の石垣が崩れるなどの被害が発生した。

## 1885年 神津島近海
1885年（明治18年）9月26日12時ごろ、神津島近海付近（北緯34度 東経139度 / 北緯34度 東経139度）を震央とする推定M6.8の地震が発生し、静岡県、神奈川県、山梨県、長野県、岐阜県の広い範囲で最大震度の強震(2)を記録した。
続いて2日後の9月28日05時半ごろに、ほぼ同じ震央で推定M6.7の地震が発生し、こちらも静岡県、神奈川県、山梨県で最大震度の強震(2)を記録している。

## 1890年 神津島近海
1890年（明治23年）4月16日21時34分ごろ、神津島近海付近（北緯34度12分 東経139度18分 / 北緯34.200度 東経139.300度）を震央とする推定M6.8の地震が発生し、静岡県下田町で最大震度の烈震(3)を記録した。
続いて翌日4月17日04時56分ごろに、ほぼ同じ震央で推定M6.3の地震が発生し、静岡県、神奈川県で最大震度の強震(2)を記録している。
これらの地震によって、三宅島の海岸線では山崩れや地割れが生じた。

## 1900年 三宅島近海
1900年（明治33年）11月5日16時42分ごろ、三宅島近海付近を震央とする推定M6.6の地震が発生し、千葉県、神奈川県、埼玉県で最大震度の強震(2)記録した。前日の11月4日より前震が発生していたとされている。
神津島で家屋全壊2棟、半壊3棟の被害が発生した他、三宅島、御蔵島の海岸線では山崩れや地割れ、石垣の崩壊などが生じた。
余震活動は激しく、翌12月に入っても度々感じられた。

## 1908年 銭洲近海
1908年（明治41年）5月13日05時22分ごろ、銭洲近海（北緯33度54分 東経138度54分 / 北緯33.900度 東経138.900度）を震央とする推定M6.0の地震が発生し、静岡県、山梨県、長野県で最大震度の4を記録した。本震の38分前より前震が発生している。

## 1936年 新島近海
1936年（昭和11年）12月27日09時14分ごろ、新島の南約5kmを震源とするM6.3の地震が発生し、静岡県伊東町で最大震度の4を観測した。
この地震によって、震央付近である新島、式根島では震動が著しく、死者3名（全て新島）、負傷者70名、家屋全壊39棟、半壊473棟の被害が発生した他、石垣の崩壊、海岸では崖崩れが随所で見られた。
新島では12月26日午後より地震が相次いでいて、21時ごろからは活動が激しくなっていった。翌27日の午前9時より活動が激化し、9時12分に最大前震であるM4.7の地震、その2分後に本震が発生した。その後も余震活動が続き、約2時間後に最大余震であるM5.6の地震、また2日後の12月29日にもM5.5の地震が発生した。
初動発震機構解は北東から南西に張力軸を持つ横ずれ断層型であった。

## 1944年 新島近海
1944年（昭和19年）12月8日05時58分ごろ、新島・神津島近海（鵜渡根島の東約10km北緯34度28.5分秒 東経139度24.1分秒）を震央とするM5.8、震源の深さ8kmの地震が発生し、東京都、静岡県、神奈川県の広い範囲で最大震度の3を計測した。
翌12月9日03時20分ごろ、新島の北西約15km（北緯34度28.1分 東経139度06.2分 / 北緯34.4683度 東経139.1033度）を震央とするM6.3、震源の深さ30kmの地震が発生し、東京都、静岡県、神奈川県、三重県、岐阜県の広い範囲で最大震度の3を計測した。
これらの地震は12月7日に発生した昭和東南海地震（M7.9, Mw8.1）の広義の余震（誘発地震）と推定されている。

## 1956年

### 8月 銭洲近海
1956年（昭和31年）8月13日01時59分ごろ、銭洲の東約15km（北緯33度56.1分 東経138度58.7分 / 北緯33.9350度 東経138.9783度）を震央とするMj6.3（Mw6.4）、震源の深さ3kmの地震が発生し、東京都三宅村、静岡県南伊豆町、御前崎町で最大震度の3を計測した。
同地点付近では約2年前より地震活動がやや活発な状態で、度々M4を超えるような地震が発生していた。

### 12月 御蔵島近海
12月22日05時10分ごろ、御蔵島の南西約15km（北緯33度45.1分 東経139度32.0分 / 北緯33.7517度 東経139.5333度）を震央とするMj5.9（Mw6.0）、震源の深さ0kmの地震が発生し、東京都三宅村、八丈町で最大震度の3を計測した。
続いて翌12月23日08時12分ごろ、同じく御蔵島の南約25km（北緯33度38.3分 東経139度41.0分 / 北緯33.6383度 東経139.6833度）を震央とするMj6.0（Mw6.2）、震源の深さ13kmの地震が発生し、東京都三宅村、八丈町、千葉県勝浦町で最大震度の3を計測した。
御蔵島近海では12月21日より地震活動が活発化しており、上記のイベントはその中でも最大級の規模であった。この地震活動は翌年1月上旬には終息した。

## 1957年 新島・神津島近海
1957年（昭和32年）11月10日17時26分ごろ、新島の南約10kmを震央とするMj5.3（Mw5.8）、震源の深さ5kmの地震が発生し、東京都新島本村、三宅村で最大震度の3を計測した。
続いて翌11月11日04時20分ごろ、同じく新島の南約5kmを震央とするMj6.0（Mw6.2）、震源の深さ17kmの地震が発生し、東京都新島本村、三宅村で最大震度の4を計測した。
新島・神津島近海では11月6日より地震活動が活発化しており、上記のイベントはその中でも最大級の規模であった。
これらの地震活動によって、式根島では家屋全壊2棟、半壊2棟、石垣崩壊20箇所、新島では家屋亀裂6棟、崖崩れ2箇所などの被害が生じた。

## 1962年

### 5月 三宅島近海
1962年（昭和37年）5月5日20時11分ごろ、三宅島の西約10km（北緯34度06.4分 東経139度21.5分 / 北緯34.1067度 東経139.3583度）を震央とするMj5.8(Mw5.6)、震源の深さ10kmの地震が発生し、東京都三宅村で最大震度の4を観測した。余震活動は概ね5月中に終息したものの、7月中旬まで一時的な活発化を繰り返した。

### 8月 三宅島近海
8月26日15時48分ごろ、三宅島の西約10km（北緯34度07.2分 東経139度24.3分 / 北緯34.1200度 東経139.4050度）を震央とするMj5.9（Mw6.0）、震源の深さ33kmの地震が発生し、東京都三宅村で最大震度の5を観測した。その後の地震活動も非常に活発で、年末までにM5以上の地震が8回、M4以上の地震が71回観測された。最大余震は8月30日に発生したMj5.8(Mw5.9)、最大震度4。
これらの地震によって三宅島では家屋破損、石垣崩壊などの被害が発生した。また、更なる地震・火山活動の激化を警戒して、一部島民の島外避難が行われた。
三宅島では7月下旬から地震活動が低調な状態が続いていたが、8月24日に噴火が発生し、その後25日から地震活動が活発化してた。

## 1967年 新島・神津島近海
1967年（昭和42年）4月6日15時17分ごろ、神津島の北東約5km（北緯34度16.4分 東経139度12.0分 / 北緯34.2733度 東経139.2000度）を震央とするMj5.3、震源の深さ23kmの地震が発生し、東京都新島本村で最大震度の3を観測した。その後も同日17時49日にMj5.2、翌日4月7日08時28分にもMj5.2の地震が発生した。これらの地震活動によって、震源に近い式根島では住家全壊7戸・半壊9戸・一部損壊61戸、道路破損11箇所、神津島で負傷者3人、崖崩れ26箇所、新島で電柱倒壊などの被害が発生した。
神津島近海では同年3月27日より地震活動が活発化しており、上記の活動はその中でも最大のものであった。

## 1974年 御蔵島近海
1974年（昭和49年）6月27日10時49分ごろ、御蔵島の西約20km（北緯33度48.1分 東経139度23.6分 / 北緯33.8017度 東経139.3933度）を震央とするMj6.1(Mw5.9)、震源の深さ23kmの地震が発生し、東京都三宅村で最大震度の4を観測した。
約1ヶ月半前には石廊崎付近を震源とする伊豆半島沖地震(Mj6.9, Mw6.4)が発生している。

## 1982年 御蔵島近海
1982年（昭和57年）12月28日15時37分ごろ、御蔵島の西方約10kmを震央とするMj6.4（Mw6.3）の地震が発生し、東京都三宅村、八丈町で最大震度の4を観測した他、八丈島八重根で40cmの津波を観測した。
御蔵島近海では前日の12月27日より地震活動が活発化しており、27日20時にはMj5.5、28日10時には最大前震であるMj5.8の地震が発生している。余震活動も活発で、翌日29日にはMj5.9の最大余震が発生した。
この地震活動は翌年1月には終息している。

## 1983年 三宅島近海
1983年（昭和58年）10月3日22時33分ごろ、三宅島の南約5km（北緯34度00.4分 東経139度30.7分 / 北緯34.0067度 東経139.5117度）を震央とするMj6.2（Mw6.0）、震源の深さ15kmの地震が発生し、東京都三宅村で最大震度の5を観測した。18時ごろより地震活動が活発化しており、この活動中最大のイベントであった。余震活動は翌10月4日まで活発な状態であったが、10月中旬には終息している。
三宅島では同日に噴火が発生している。

## 1990年 東海道南方沖
1990年（平成2年）9月24日15時37分ごろ、東海道南方沖を震央とするMj6.6（Mw6.5）の地震が発生し、伊豆諸島、三重県、滋賀県、大阪府の広い範囲で最大震度の3を観測したほか、神津島で30cm、八丈島八重根で18cm、三宅島で10cmの津波を観測した。約1時間後には最大余震のMj6.0、最大震度3の地震が発生している。
本震の気象庁による震源の深さは60kmとなっており、余震も60km前後に求まっているが、この数値はアセノスフェア内が震源となっており、また津波が発生していることとも整合しない為、実際の深さは10km以浅であると推定されている。

## 1991年 銭洲近海
1991年（平成3年）9月3日17時44分ごろ、銭洲の南約30km（北緯33度41.2分 東経138度49.7分 / 北緯33.6867度 東経138.8283度）を震央とするMj6.3（Mw6.2）、震源の深さ10km以浅の地震が発生し、東京都三宅村で最大震度の4を観測した。

## 1995年 神津島近海
1995年（平成7年）10月6日21時43分ごろ、神津島の南西約5km（北緯34度09.1分 東経139度06.2分 / 北緯34.1517度 東経139.1033度）を震央とするMj5.9（Mw5.9）、震源の深さ9kmの地震が発生し、東京都神津島村で最大震度の5を観測した。
神津島近海では10月5日より地震活動が活発化しており、このイベントは活動中最大規模であった。余震活動も活発でM4以上の地震が8回、M3以上の地震が105回発生したが、この地震活動は10月末にはほぼ終息した。

## 2000年 伊豆諸島北部
火山フロント上の浅部で起きた群発地震としては世界の観測史上最大級の活動で、2000年6月26日以降御蔵島・三宅島・新島・神津島近海を震央とするM6以上の地震が6回、M5以上が77回、M4以上が600回以上発生した。最大のイベントは7月30日に発生したMj6.5(Mw6.5)、最大震度6弱。
三宅島の火山活動に伴うマグマの貫入が群発地震の原因と考えられている。

## 2013年 三宅島近海
2013年（平成25年）4月17日10時15分ごろ、三宅島近海（大野原島付近北緯34度02.8分秒 東経139度21.1分秒）を震央とするMj6.2(Mw5.6)震源の深さ9kmの地震が発生し、東京都三宅村で最大震度の5強を記録した。
三宅島近海では同日10時ごろより地震活動が活発化しており、本震の直前15秒前には最大前震であるMj5.1の地震が発生している。余震活動は比較的低調で、4月末までには終息した。